# Johannisberg (Teutoburger Wald)
Der Johannisberg ist ein 200 m hoher Teil des nördlichen Kammes des Teutoburger Waldes in Bielefeld. Zusammen mit dem gegenüberliegenden Sparrenberg, der die Sparrenburg trägt, begrenzt er das Nordostende des Bielefelder Passes. Der kaum über 4 km lange Abschnitt des Kammes zwischen Bielefelder Pass und dem Einschnitt des Johannesbaches (nicht zu verwechseln mit dem Johannistal südlich des Johannisberges) ist wenig gegliedert. An den Johannisberg schließt sich der 226 m hohe Ochsenberg mit der Ochsenheide an, daran der 209 m hohe Stecklenbrink.

## Geschichte

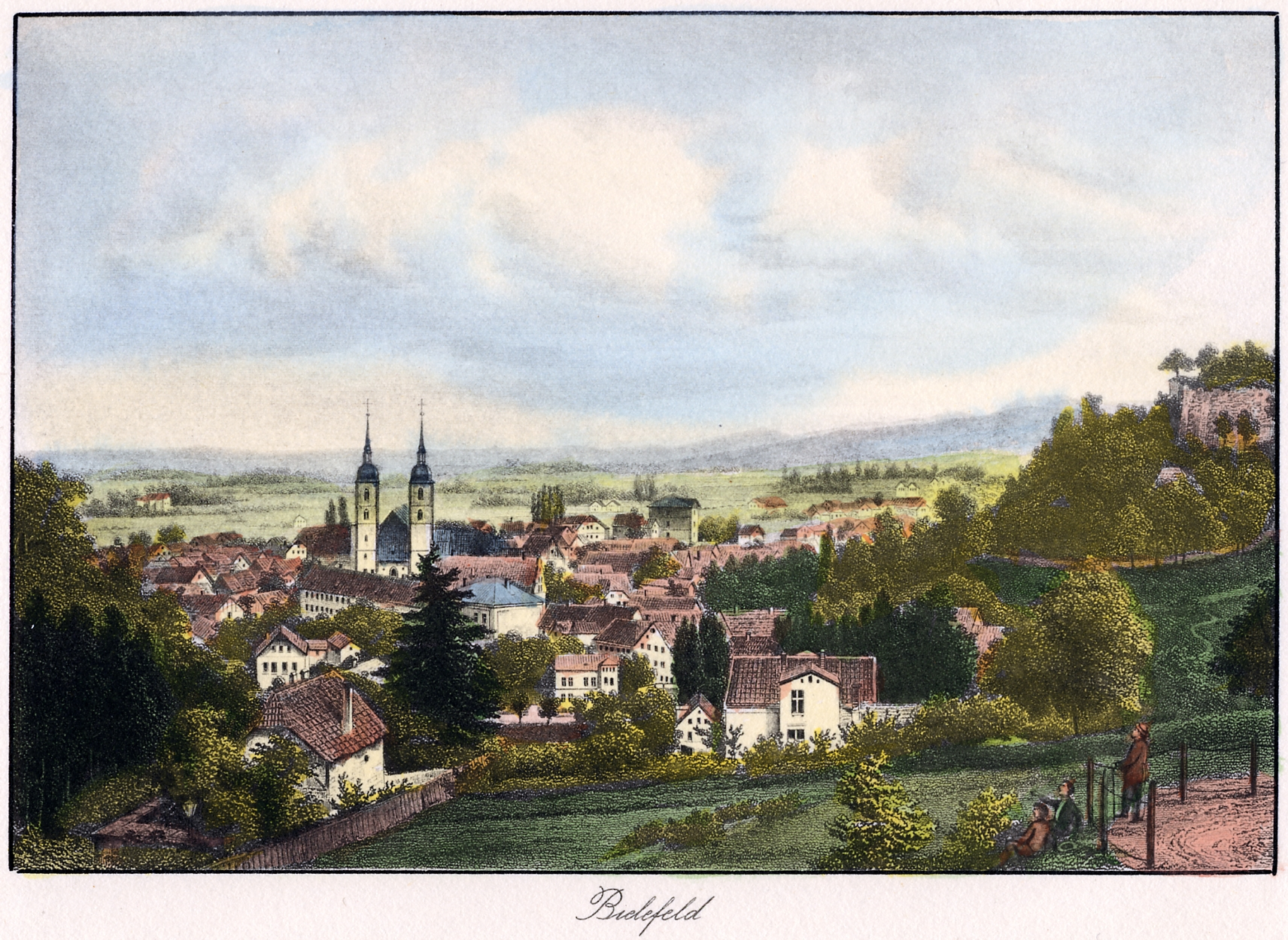
Blick vom Johannisberg auf die Bielefelder Neustadt und eine Bastion der Sparrenburg Mitte des 19. Jahrhunderts

Der Johannisberg wurde 1233 erstmals urkundlich erwähnt. Mathilde, Äbtissin des Stifts Schildesche, verkaufte ihn für 40 Mark Silber an den Grafen Ludwig von Ravensberg. Ab dem 16. Jahrhundert im Besitz der Stadt und zwischenzeitlich als Wiese verpachtet, erfolgte 1840 der Kauf durch die Bielefelder Schützengesellschaft, die dort 1895 ein repräsentatives Schützenhaus baute.
Im Zweiten Weltkrieg schwer beschädigt, wurde es in den frühen 1960er-Jahren abgerissen. Jahrzehntelang wurde keine angemessene Nutzung dieses Grundstücks gefunden, das einen hervorragenden Blick auf Stadtzentrum und Sparrenburg bietet.

## Parkanlage

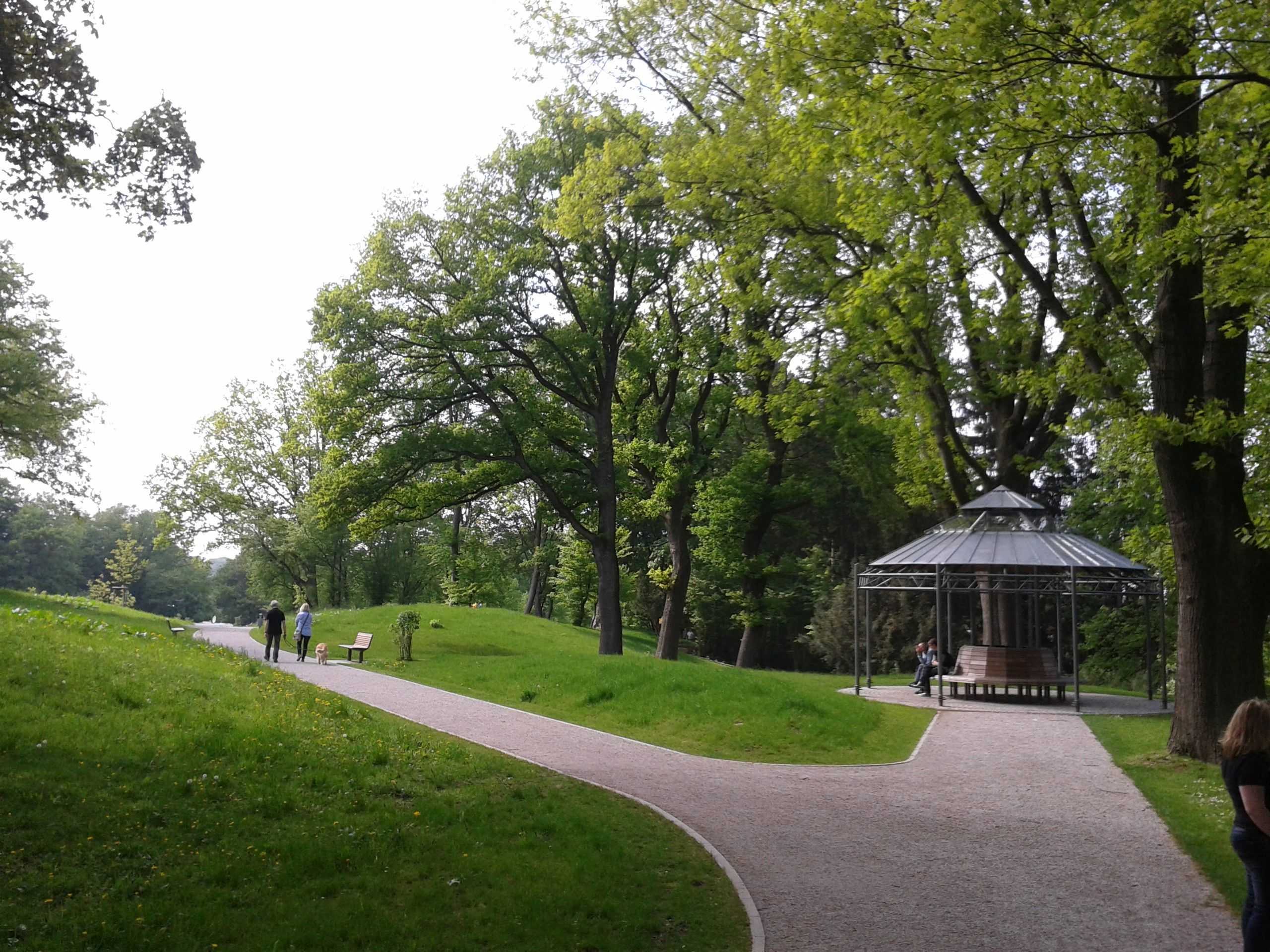
Parkanlage Johannisberg

Zu Beginn des 21. Jahrhunderts wurden Maßnahmen zur Rekonstruktion des Parks und der Aussichtspunkte beschlossen, die den Johannisberg wieder zu einem innerstädtischen Park machen sollten. Auf der Hanglage zur Innenstadt wurden zahlreiche Umbaumaßnahmen verwirklicht, um die alte Parkstruktur wiederherzustellen. So wurden zum Bau neuer Anlagen aus städtischen Mitteln 729.000 EUR aufgewendet, der Umbau des oberen Johannisberges wurde zu 87,5 % aus Mitteln des Konjunkturpakets II bestritten, 12,5 % waren städtischer Anteil. Darüber hinaus konnte durch den Einsatz der vier Bielefelder Rotary-Clubs die alte Bürgerterrasse am 9. Mai 2014 wieder eingeweiht werden. Sie bietet einen Aussichtspunkt zur Sparrenburg, zum Bielefelder Pass und über die gesamte Bielefelder Innenstadt bis in den Kreis Lippe.
Im Jahr 2014 ist nahezu das gesamte Johannisberg-Areal, einschließlich des Winzerschen Gartens, wieder als innerstädtische Grünanlage nutzbar und gehört mit den Wander- und Radwegen sowie der unmittelbaren Nähe zum Botanischen Garten, zum parkähnlichen Johannisfriedhof sowie zum Tierpark Olderdissen zu den beliebtesten und hochwertigsten Wohnstandorten.

## Kletterpark am Johannisberg

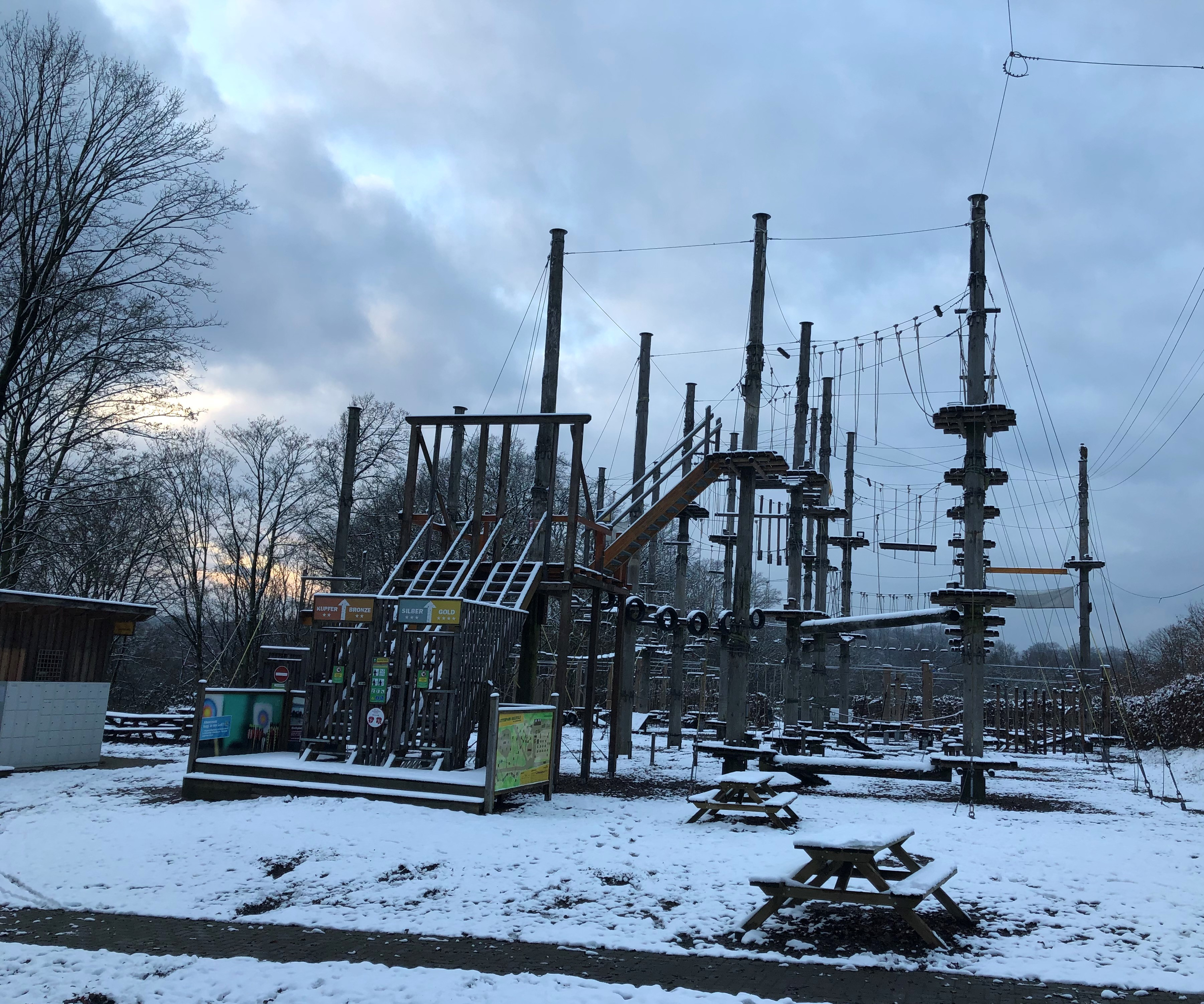
Mastenanlage im Kletterpark am Johannisberg im Winter

Der Kletterpark am Johannisberg zählt zu den größten Outdoor-Kletterparks in Nordrhein-Westfalen. Der Park bietet über 90 verschiedene Kletterstationen in 10 verschiedenen Höhen. Neben einer Mastenanlage gibt es drei weitere Übungsparcours, die im Wald angelegt wurden. Jeder Parcours ist nach einer Farbe benannt. Bevor es losgeht bekommen die Besucher ihre Ausrüstung an der Materialausgabe und erhalten eine Einweisung in die Nutzung der Kletterparcours. Neben dem reinen Kletterangebot des Erlebnisparks, bietet das Unternehmen auch spezielle Events an, wie zum Beispiel „Halloween im Kletterpark Bielefeld“. Der Kletterpark betreibt ein Saisongeschäft und ist daher nur von Beginn der Osterferien bis zum ersten Novemberwochenende geöffnet.